# Kauterak
Les Kauterak (« les chaudronniers » en souletin) sont des personnages des mascarades souletines. Ils constituent une forme de contre-monde, mû par des valeurs opposées à celle de la « société respectable », qu'ils tournent en dérision. 

## Description
Les Kauterak sont les personnages les plus importants de la troupe des « Noirs » (beltzak), les étrangers qui apportent le chaos. Ils figurent des chaudronniers auvergnats. Leur groupe, agressif, chahuteur, est dirigé par un chef, Kabana (Obergni au XIXe siècle) et dans leur rang figure un des principaux acteurs de la mascarade, Pitxu, en général le plus jeune, choisi pour ses talents de pitre.
Ils sont vêtus d'un long manteau noir bordé de peaux de bêtes, d'un pantalon foncé et de bottes. Ils portent un chapeau noir orné de plumes d'oiseaux, de cornes ou de queues d'animaux. Leur visage est masqué, affublé d'une barbe en peau de chèvre ou noirci au charbon. Ils sont armés de bâtons faits de branches tordues. Kabana tient quant à lui souvent un gros livre et porte parfois de grosses lunettes.

## Rôle dans la mascarade
Les Kauterak constituent avec les Buhameak une forme de contre-monde, mû par des valeurs opposées à celle de la « société respectable », qu'ils tournent en dérision.  
Ils participent aux barricades, entrant en scène en dernier, dans le plus grand désordre. Après avoir tournoyé autour des gorriak, les « Rouges » qui représentant la société souletine, qui simulent l'effroi, ils se jettent en tas les uns sur les autres. 
Pendant la représentation de l'après-midi, ils interviennent dans une scène où ils réparent le chaudron du Seigneur, pendant que leur chef Kabana déclame en basque un discours où il moque les habitants du village qui accueille la mascarade. Ils exécutent une danse brutale et sans harmonie, sur un air qui proviendrait du début du XVIIe siècle, La Bohémienne. La mort de Pitxu, écrasé sous le poids des Buhameak et des autres Kauterak, la lecture par Kabana de son testament puis la résurrection du jeune kauter marquent la fin du spectacle. 
Tout au long de la journée, ils taquinent le public, lancent des pétards ou se battent avec les Buhameak.

## Parenté et interprétation
Il est constant qu'un carnaval se termine par la mise à mort d'un personnage chargé des péchés et méfaits de la société, ici Pitxu. Dans le Trentin, au Tyrol, il est aussi fait lecture de son testament. Les scènes finales du carnaval de Bailleul en Flandre et de celui de Tudora en Roumanie sont identiques à celle de la résurrection de Pitxu, où les guérisseurs (bedeziak) lancent sur le public toutes sortes d'immondices qu'ils font mine d'extraire du ventre de leur patient.
On peut voir dans les ailes d'oiseau et les cornes de la coiffe des kauterak l'évocation de la repousse de l'année nouvelle. Ces ornements, leur maquillage noir et certaines de leurs actions prendraient racine dans les célébrations antiques des douze « jours fous », du 25 décembre au 6 janvier, par lesquels on raccordait l'année lunaire et l'année solaire. Leur danse pourrait faire écho à d'anciens rituels de retournement du temps.
Leur couleur noir les apparente au monde de la nuit et à son génie Gaueko, ou à celui de la mort.
|                                           |
| Kabana et un complice sèment le désordre. |

|                    |
| À Pagolle en 2023. |

|                   |
| Un Pitxu en 2023. |

|                                                                   |
| En 2019 à Abense, un kauter proclame « En basque et c'est tout ». |

|                        |
| Charivari de kauterak. |

|          |
| En 2019. |

|                                |
| Le chef Kabana (Barcus, 2009). |